# Dicheros felsii
Dicheros felsii är en skalbaggsart som beskrevs av Valck Lucassen 1935. Dicheros felsii ingår i släktet Dicheros och familjen Cetoniidae. Inga underarter finns listade i Catalogue of Life.